# Joel Barnett
Joel Barnett, Baron Barnett, PC (* 14. Oktober 1923 in Manchester; † 1. November 2014 in Bury, Greater Manchester) war ein britischer Politiker (Labour).

## Leben
Barnett wurde 1923 in Manchester geboren und besuchte dort auch die Derby Street Jewish School und anschließend die Manchester Central High School, während er ein Stipendium bekam. Mit Hilfe von Fernkursen und Kursen an Abendschulen wurde er Buchhalter und Steuerprüfer, als der er später wieder in Manchester lebte und arbeitete. Im Zweiten Weltkrieg war er im Royal Army Service Corps und nach Ende des Krieges bei den Besatzungstruppen in Deutschland stationiert.

## Politik
Barnett hatte sich politisch der Labour Party angeschlossen, für die er von 1956 bis 1959 Stadtrat von Prestwich in Lancashire war. Ab 1960 war er Friedensrichter dieser Grafschaft und als langjähriges Mitglied der Fabian Society war er von 1953 bis 1956 ihr Ehrenschatzmeister. Im Jahr 1959 wurde er erstmals für die Runcorn Division von Cheshire bei den Unterhauswahlen aufgestellt. Im ersten Anlauf wurde er nicht gewählt, erst als er 1964 im gleichen Kreis antrat, wurde er ins Parlament gewählt. Im Unterhaus gehörte er unter anderem den Ausschüssen für öffentliche Guthaben und für öffentliche Ausgaben an. Von 1967 bis 1970 war er Vorsitzender des Wirtschafts- und Finanzausschuss seiner Fraktion. Von 1970 bis 1974 war er Sprecher der Opposition in Fragen des Schatzamtes.
Nachdem die Labour Party im März 1974 wieder an die Regierung gekommen war, wurde Barnett unter Schatzkanzler Denis Healey Chefsekretär (Chief Secretary) im Schatzamt. Bei der Umbildung des Kabinetts Callaghan im Februar 1977 wurde er Regierungsmitglied und im Jahr 1975 erfolgte seine Ernennung zum Privy Counsellor. Barnett war seit 1949 mit Lillian, geborene Goldstone, verheiratet und hatte eine Tochter.